# ذا أود جنتلمن
ذا أود جنتلمن (بالإنجليزية: The Odd Gentlemen)‏ ، هي شركة أمريكية لتطوير ألعاب الفيديو، أسست سنة 2008م وتقع مقرها في مدينة لوس أنجلوس بولاية كاليفورنيا الأمريكية.

## مصدر
1. ↑  "The Odd Gentlemen; About Us". The Odd Gentlemen. مؤرشف من الأصل في 2016-04-23. اطلع عليه بتاريخ 2014-09-15.

## وصلات خارجية
- الموقع الرسمي